# Sandfältsjordfly
Sandfältsjordfly (Euxoa cursoria) är en fjärilsart som beskrevs av Hüfnagel 1766. Sandfältsjordfly ingår i släktet Euxoa och familjen nattflyn. Enligt den finländska rödlistan är arten nära hotad i Finland. Arten är reproducerande i Sverige. Artens livsmiljö är sandstränder vid Östersjön. Inga underarter finns listade.

## Bildgalleri

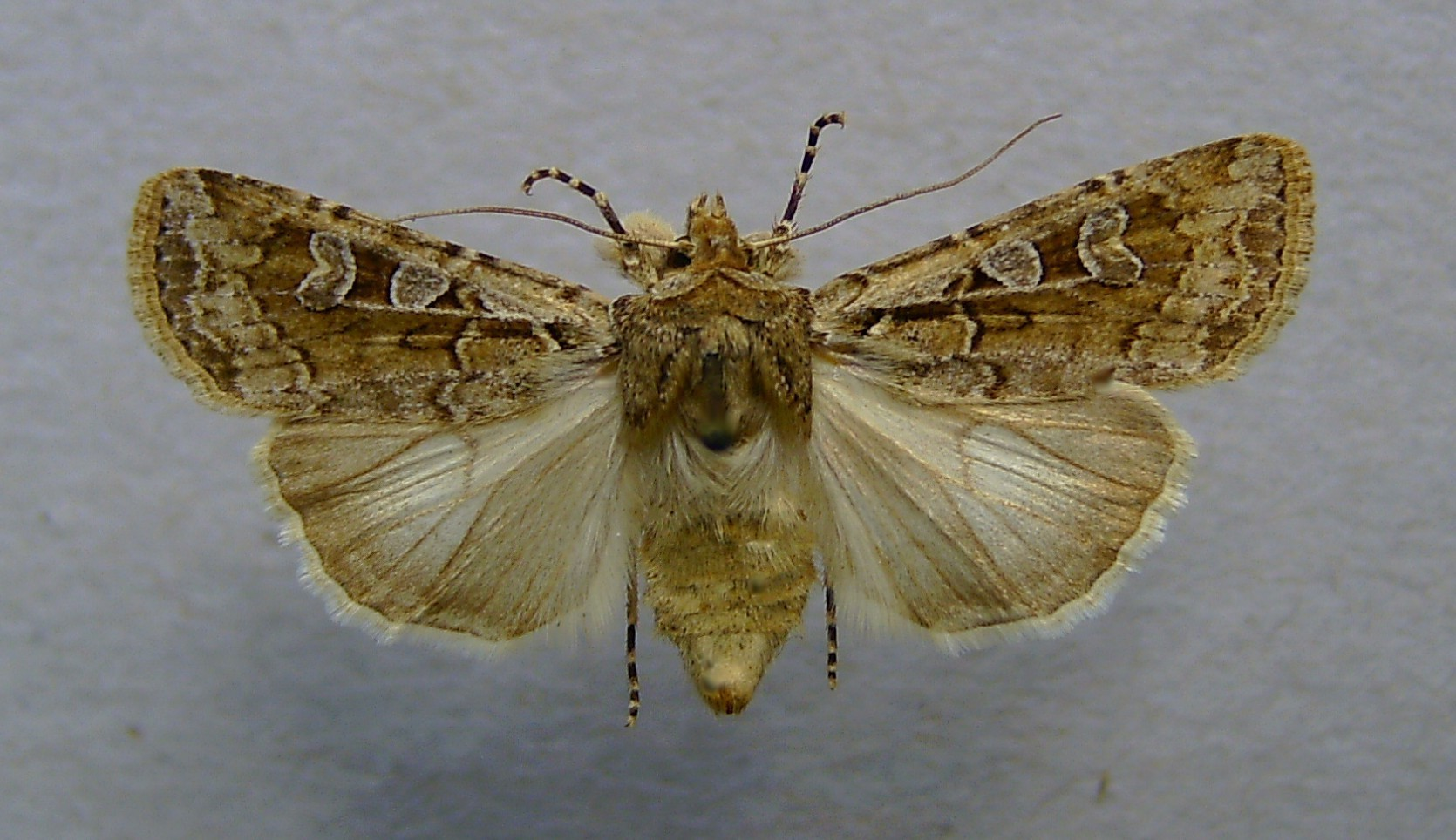